# THV
Een tijdelijk handelsvennootschap (THV) werd in Boek III van het Belgisch Wetboek van Vennootschappen omschreven als een vennootschap zonder rechtspersoonlijkheid, die zonder een gemeenschappelijke naam te voeren, een of meer bepaalde handelsverrichtingen tot doel heeft. Deze verenigingen kwamen vooral voor bij grote projecten in de bouwsector.
Ingevolge de invoering van het Wetboek van Vennootschappen en Verenigingen werd vanaf 1 mei 2019 de THV vervangen door een 'tijdelijk maatschap. Een vereniging krijgt het karakter van een tijdelijke maatschap indien deze vennootschap slechts voor een welbepaald project wordt opgericht.